# インターネット入試
インターネット入試（インターネットにゅうし）とは大学や専門学校などの高等教育機関が実施している入学試験の一つ。インターネットを使用するのが特徴。これは比較的新しく登場した入試形態であり、現在のところ各学校により定義も様々である。実施校の中には入試会場を設けず自宅で受験できるという所も存在する。
実施校の一つである大阪産業大学は推薦入試の期間中に現役生のみを対象として制限時間内でのワープロ能力とインターネットの利用で作成したレポートを評点対象としている。また入試に使うコンピュータは大学が定めた機器となっている。